# Río Tana (Kenia)
El río Tana es un importante río de África oriental, el mayor río de Kenia y que da el nombre al condado del Río Tana. Tiene una longitud de unos 1000 km  y drena una cuenca de 126.000 km² Su principal afluente es el río Thika.
El río nace en las montañas Aberdare al occidente de Nyeri. Inicialmente discurre al oriente antes de tomar el sur alrededor del macizo del monte Kenia. Entonces el río discurre a través de las reservas de Masinga y Kiambere, creadas por la presa Kindaruma. Luego de la presa el río se dirige al norte fluyendo de norte a sur por la frontera entre las reservas Meru y Kitui Norte y Bisanadi, Kora y Rabole. En las reservas el río fluye al oriente y luego al sureste. Pasa a través de las poblaciones de Garissa, Hola y Garsen antes de llegar al océano Índico en la bahía Ungwana.